# Shirane Sen’ichi
Shirane Sen’ichi est un nom japonais traditionnel ; le nom de famille (ou le nom d'école), Shirane, précède donc le prénom (ou le nom d'artiste).
Le baron Shirane Sen’ichi (白根専一) (3 février 1850 - 14 juin 1898) est un homme politique japonais de l'ère Meiji qui contribua à museler l'opposition politique durant les élections législatives japonaises de 1892.

## Biographie
Fils d'un samouraï du domaine de Chōshū, Shirane est né à Hagi. Il est scolarisé à l'académie Meirinkan du domaine. Après la restauration de Meiji de 1868, il se rend à Tokyo et étudie à la Keio Gijuku, l'ancêtre de l'université Keiō. Diplômé, il accepte un poste de bureau au ministère de la Justice, mais change pour le ministère de l'Intérieur peu après. Il est nommé gouverneur de la préfecture d'Ehime en 1888, puis de la préfecture d'Aichi en 1889. Après avoir servi comme secrétaire de l'Intérieur auprès de Saigō Tsugumichi dans le 1er gouvernement de Yamagata Aritomo, il est l'un des douze membres du gouvernement à être nommés à la Diète du Japon lors de sa création en 1890. Il continue sa fonction de secrétaire de l'Intérieur auprès de Shinagawa Yajirō dans le 1er gouvernement de Matsukata Masayoshi (1891-1892). Il assiste Shinagawa dans la répression policière des activités des partis politiques d'opposition durant les tumultueuses élections législatives japonaises de 1892 en accusant les candidats de sédition et en les intimidant eux et les électeurs. Shinagawa est cependant critiqué publiquement au sujet des émeutes et autres perturbations publiques qui s'ensuivent dans tout le Japon et est forcé de quitter son poste. Shirane n'est lui cependant pas forcé de démissionner malgré sa collaboration avec Shinagawa et ses constantes tentatives pour éliminer le successeur de Shinagawa, Soejima Taneomi.
Du 9 octobre 1895 au 26 septembre 1896, Shirane est ministre des Communications dans le 2e gouvernement d'Itō Hirobumi. Le 7 février 1897, il est élevé au titre de danshaku (baron) selon le système kazoku, et le 7 février 1897, il est nommé à la chambre des pairs, où il occupe un siège jusqu'à sa mort en juin 1898 d'un cancer de l'estomac.